# پیر یرژو
پیر یرژو (به فرانسوی: Pierre Yergeau) نویسنده به زبان فرانسوی، قرن بیستم میلادی اهل کانادا است.